# Gabriele Katzmarek

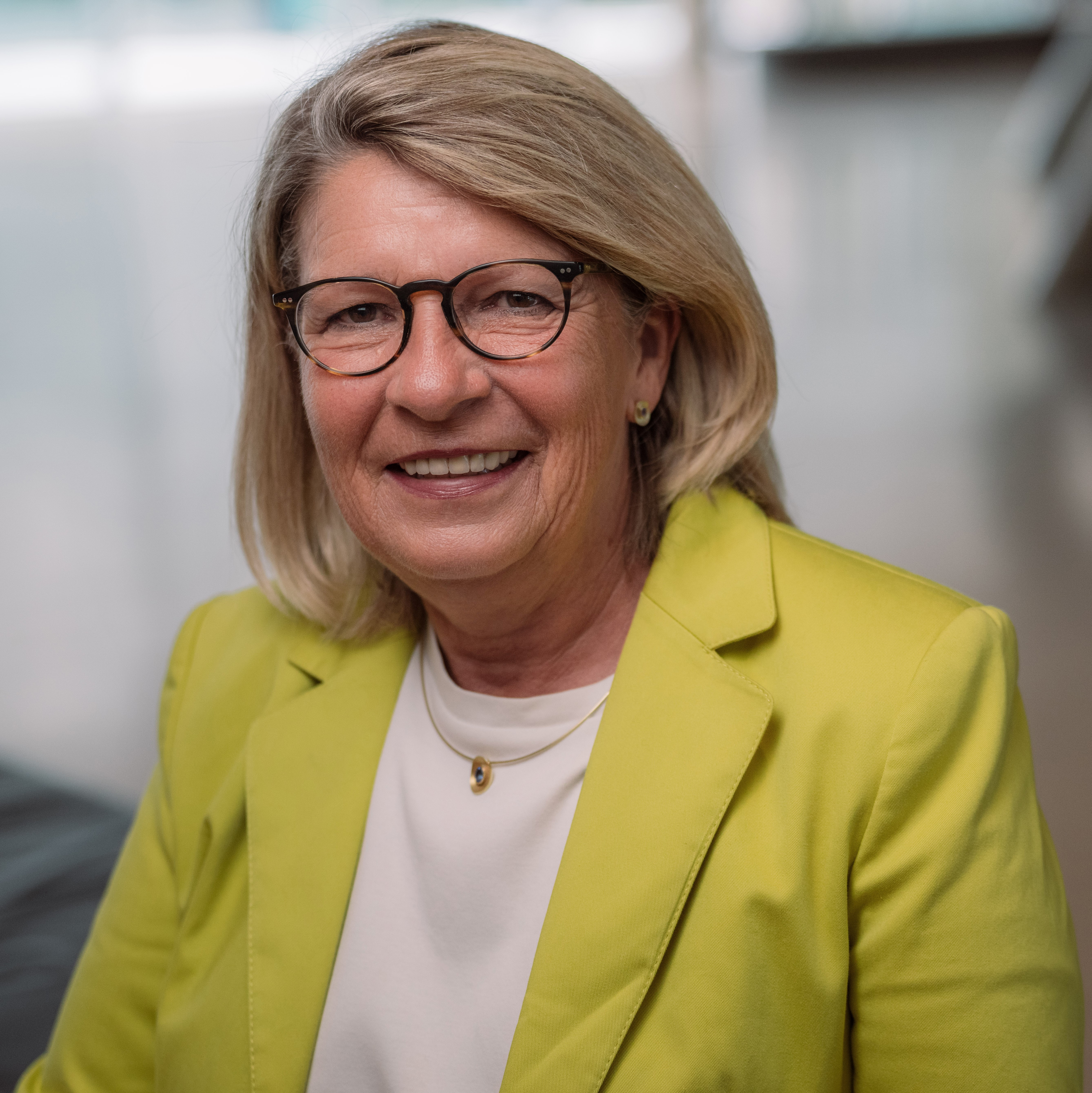
Gabriele Katzmarek, 2024

Gabriele „Gaby“ Katzmarek (* 8. Juli 1960 in Marl) ist eine deutsche Politikerin (SPD) und Gewerkschaftssekretärin. Von 2013 bis 2025 war sie Mitglied des Deutschen Bundestages und ab 2019 bis 2025 Parlamentarische Geschäftsführerin der SPD-Bundestagsfraktion.

## Leben

### Beruf
Von 1976 bis 1985 arbeitete sie nach ihrer abgeschlossenen Ausbildung als Chemielaborantin. Von 1985 bis 1990 war sie in Elternzeit und als Referentin in der gewerkschaftlichen Jugend- und Erwachsenenbildung tätig. Ab 1990 war sie hauptamtliche Gewerkschaftssekretärin und ab 2001 bis zu ihrem Bundestagsmandat Bezirksleiterin, zuerst im Bezirk Karlsruhe, später im Bezirk Rhein-Main der IG Bergbau, Chemie, Energie.

### Privates
Gabriele Katzmarek ist verheiratet mit dem ehemaligen Vorsitzenden der SPD Mannheim, Wolfgang Katzmarek, und hat zwei erwachsene Kinder. Sie ist Mitglied bei der IG Bergbau, Chemie, Energie, der Arbeiterwohlfahrt, den Naturfreunden e. V. und regionalen Vereinen.

## Politik

### Mannheim
1989 trat sie in die SPD ein. Von 2002 bis 2014 war sie Vorstandsmitglied und ab 2010 Vorsitzende im SPD-Ortsverein Mannheim-Käfertal, außerdem Mitglied des Bezirksbeirats Mannheim-Käfertal. 2009 wurde sie in den Gemeinderat der Stadt Mannheim gewählt, wo sie arbeitsmarkt- und wirtschaftspolitische Sprecherin der SPD-Fraktion und Mitglied im Fraktionsvorstand war. Dort schied Gabriele Katzmarek nach der Wahl zum Deutschen Bundestag 2013 aus. Außerdem war sie bis 2014 Mitglied der Verbandsversammlung Metropolregion Rhein-Neckar.

### Abgeordnetentätigkeit
Bei der Bundestagswahl 2013 kandidierte sie im Wahlkreis Rastatt, für den sie unter anderem während der Zeit als Leiterin der IG Bergbau, Chemie, Energie-Bezirks Karlsruhe zuständig war. Sie zog über den Landeslistenplatz 12 der SPD Baden-Württemberg in den Deutschen Bundestag ein. Gabriele Katzmarek war im 18. Deutschen Bundestag ordentliches Mitglied im Ausschuss für Wirtschaft und Energie, sowie stellvertretendes Mitglied in den Ausschüssen für Gesundheit und für Bildung und Forschung, zudem im Unterausschuss für Regionale Wirtschaftspolitik und ERP-Wirtschaftspläne.
Die Wirtschaftspolitikerin ist Ansprechpartnerin für die Bereiche Industrie 4.0, Fachkräfte und industrielle Gesundheitswirtschaft.
2017 wurde sie über die Landesliste erneut in den Bundestag gewählt. Am 24. September 2019 wählte die SPD-Bundestagsfraktion Katzmarek zur Parlamentarischen Geschäftsführerin. 
Im 19. Deutschen Bundestag war Katzmarek ordentliches Mitglied im Ausschuss für Wirtschaft und Energie, sowie im Ältestenrat. Erneut war die Wirtschaftspolitikerin die Berichterstatterin der SPD-Bundestagsfraktion für die Themen Industrie 4.0, Arbeitsmarkt und Fachkräfte sowie die industrielle Gesundheitswirtschaft.
Bei der Bundestagswahl 2021 wurde sie über Platz 11 der Landesliste erneut in den Deutschen Bundestag gewählt. Im 20. Deutschen Bundestag wurde Katzmarek als Parlamentarische Geschäftsführerin der SPD-Bundestagsfraktion wiedergewählt. In dieser Funktion gehörte sie dem Ältestenrat des Deutschen Bundestags sowie dessen Mitarbeiter- und Baukommission an. Als Sicherheitsbeauftragte der SPD-Fraktion trug sie für den Schutz der Abgeordneten des Deutschen Bundestags vor Bedrohungen von innen und von außen Verantwortung.
Sie war ordentliches Mitglied im Wirtschaftsausschuss, stellvertretendes Mitglied im Ausschuss für Gesundheit sowie im Ausschuss für Bildung, Forschung und Technikfolgenabschätzung, zudem im Unterausschuss Globale Gesundheit. Für die Fraktion war sie als Berichterstatterin für industrielle Gesundheitswirtschaft, für Arbeitsmarktfragen und das Thema Fachkräfte sowie für die Transformation der Wirtschaft mit dem Fokus auf den Wandel der Arbeitsplätze zuständig.
Von März 2022 bis März 2025 war Gabriele Katzmarek Vorsitzende der Parlamentariergruppe ASEAN, außerdem weiterhin Mitglied der Südasiatischen Parlamentariergruppe.
Im Juli 2024 teilte Katzmarek mit, bei der Bundestagswahl 2025 nicht erneut zu kandidieren.

## Öffentliche Ämter
Gabriele Katzmarek war ehrenamtliches Beiratsmitglied der F/A/Q Health Foundation e. V., ehemals Jugend gegen Aids e. V.,  einer von Jugendlichen initiierten und geführten Initiative, die Aufklärungs- und Präventionsarbeit auf Augenhöhe betreibt und ehrenamtliches Beiratsmitglied der German Health Alliance (GHA). Darüber hinaus ist sie ehrenamtliches Beiratsmitglied im Verband 3DDruck e. V.  Außerdem ist sie Schirmherrin von Childhood for Children e. V.